# Amin Skov
Amin Skov Badrbeigi (født 8. august 1978) er en restauratør, som blev landskendt i sommeren 2012, da der i den såkaldte Vejlegården-konflikt blev indledt en blokade mod den restaurant, han forpagtede, fordi han nægtede at tegne overenskomst med 3F.

## Baggrund
Han blev født i Shiraz i Iran, og kom til Danmark som 7-årig med sin familie. Han voksede op nær Tølløse.
Han fik sit første job som 13-årig, som opvasker i Vejle. Inden han var fyldt 18 var han avanceret til kok, tjener og til sidst restaurantchef. Da han var 19 åbnede han sin første café sammen med to kompagnoner.
Han er kæreste med Maria Skov og sammen har de to børn, Oliver og Laura.

## Vejlegården-konflikten
Han blev landskendt, da han nægtede at tegne overenskomst med fagforbundet 3F, som det ellers er kutyme, og i stedet valgte Kristelig Fagforening (Krifa). Under konflikten blev Vejlegårdens blandt andet offentliggjort, via retssag om mangelfuldt ansættelsesbevis samt usaglig opsigelse af en kok, i marts 2012, som Vejlegården senere tabte. Kokken blev tildelt en erstatning på 89.494 kr. af retten i Kolding. Her kom det frem at arbejdstiden for kokke på Vejlegården, henviste til Arbejdsmiljølovens regler, og ikke til en Krifa overenskomst.  
Udover den egentlige Vejlegården-konflikt blev Skov involveret i en sag med 3F gennem hans rengøringsvirksomhed OL-Rengøring efter at et lettisk ægtepar havde henvendt sig til fagforeningen i oktober 2012.
Året efter i oktober 2013 indgik Skov og 3F et forlig, hvor han erkendte at have overtrådt arbejdstidsloven og loven om ansættelsesbeviser og skulle betale 45.000 kroner i erstatning til ægteparret.
Den 21. december 2012 brændte en mindre del af Restaurant Vejlegården, og Amin Skov Badrbeigi hævdede selv, at det var et brand-attentat. Den 22. januar 2013 blev han sigtet af Politiet for selv at have anlagt branden. Han var i grundlovsforhør den 23. januar, og anklageren rejste krav om varetægtsfængsling i 4 uger, men han blev dog løsladt efter forhøret. 
Et par måneder efter branden, den 4. marts 2013, meddelte Amin Skov at Restaurant Vejlegården var gået konkurs.
Skov forklarede konkursen med at den faglige konflikt havde kostet meget,
og at politiets fortsatte sigtelse betød at han ikke kunne få udbetalt erstatning fra forsikringsselskabet.
I juli 2013 frafaldt politiet sigtelsen mod Skov, og nogle måneder senere rejste han et erstatningssag mod Sydøstjyllands Politi med et krav på 1,5 millioner kroner, dels for sin frihedsberøvelse og dels for de økonomiske følger af sigtelsen. Dette krav blev dog afvist først af statsadvokaten i Viborg og siden af Rigsadvokaten.